# Lilium habaense
Die Einteilung der Lebewesen in Systematiken ist kontinuierlicher Gegenstand der Forschung. So existieren neben- und nacheinander verschiedene systematische Klassifikationen. 
Das hier behandelte Taxon ist durch neue Forschungen obsolet geworden oder ist aus anderen Gründen nicht Teil der in der deutschsprachigen Wikipedia dargestellten Systematik.
Lilium habaense war der Name für eine 1986 erstbeschriebene Art aus der Gattung der Lilien (Lilium). Die 1986 erstbeschriebene Art wurde 2015 mit Lilium stewartianum synonymisiert.

## Beschreibung

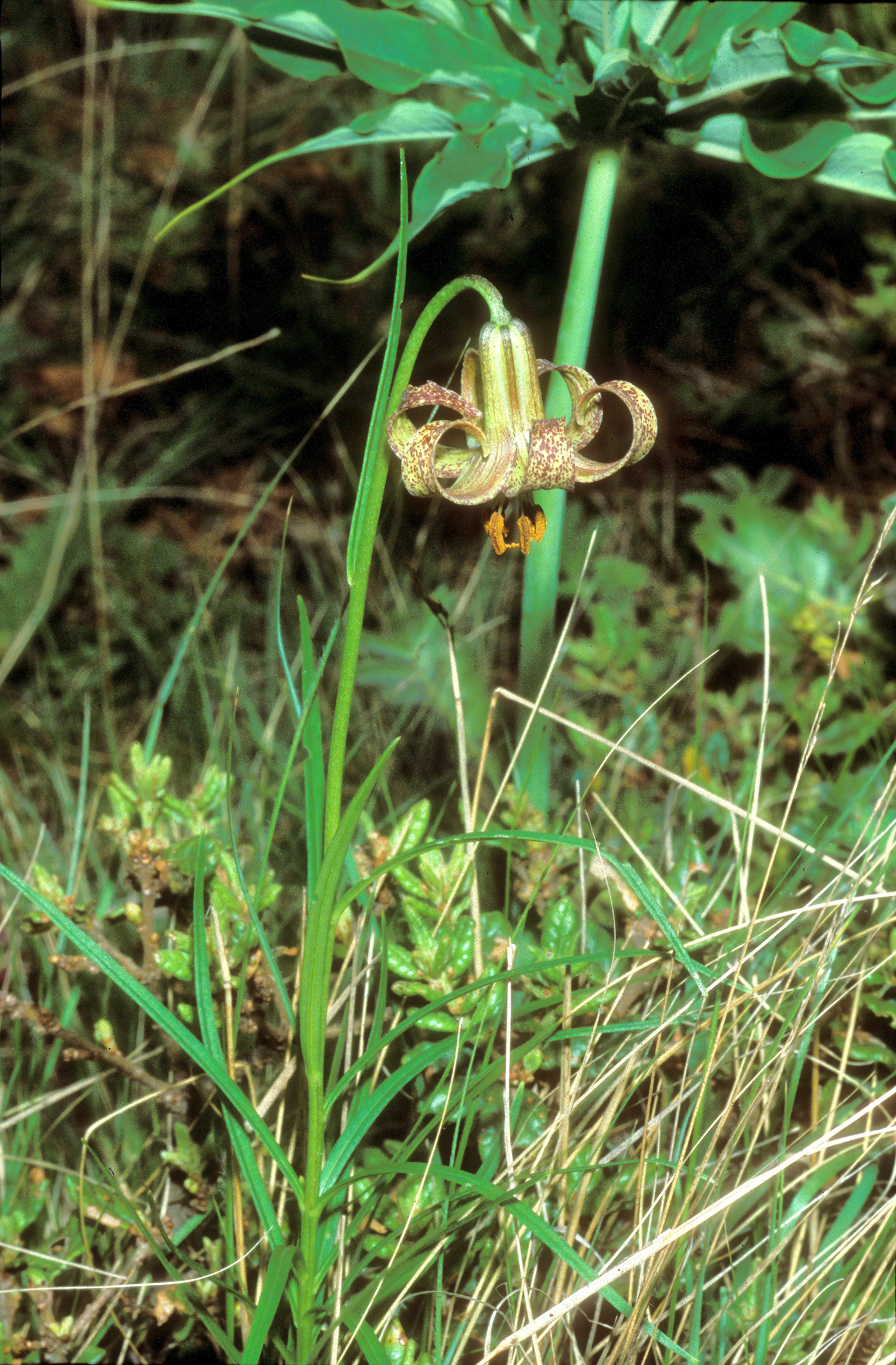
Lilium habaense, jetzt Lilium stewartianum

Lilium habaense ist eine ausdauernde, krautige Pflanze, die eine Wuchshöhe von 45 bis 60 Zentimetern erreicht. Die Zwiebeln sind eiförmig und erreichen einen Durchmesser von 1,5 bis 2,2 cm; sie sind mit lanzettförmigen Schuppen überzogen. Der Stängel ist hart und gerade. Die Laubblätter sind schmal-linealisch, zwischen 5,5 und 8 cm lang und 2 bis 4 mm schmal. Sie sind unbehaart, mit umgebogenem Rand und frei um den Stängel verteilt.
Diese Pflanzenart blüht im Juni mit einer einzelnen Blüte. Die zwittrige Blüte ist dreizählig. Die sechs gleichgestalteten Blütenhüllblätter (Tepalen) sind schmal-lanzettförmig; sie sind 3 bis 3,5 cm lang und 5 bis 6 mm breit. Die Grundfarbe der Blüten ist grün, dicht übersät mit purpurnen Punkten. Die Nektarien sind weder papillös noch fransig. Die Filamente sind 6 bis 10 mm lang.

## Verbreitung
Lilium habaense ist endemisch auf dem Zhongdian Plateau an der Flanke des Haba Xueshan im Nordwesten der Provinz Yunnan in der Volksrepublik China. Dort findet sie sich auf steinigen Gebirgshängen.

## Systematik
Das Typusexemplar wurde am 8. Juni 1939 von Kuo Mei Feng auf dem Zhongdian Plateau gefunden. Es wird heute im Herbarium der Peking-Universität verwahrt. Es wurde 1986 von Wang Fa Tsuan und Tang Tsin als eigene Art beschrieben. Das Artepitheton habaense leitet sich vom Fundort, dem Haba Xueshan ab.
Die Art steht morphologisch Lilium fargesii und Lilium stewartianum sehr nahe. Es galt daher lange als möglich, dass es sich nicht wirklich um eine eigene Art handelt. Diese Vermutung wurde 2015 bestätigt, seither gilt Lilium habaense als synonym zu Lilium stewartianum.